# فلورين برونس
فلورين برونس (بالألمانية: Florian Bruns)‏ (21 أغسطس 1979 بأولدنبورغ في ألمانيا - ) هو لاعب كرة قدم ألماني في مركز الوسط. شارك مع منتخب ألمانيا تحت 21 سنة لكرة القدم. أما مع النوادي، فقد لعب مع ألمانيا آخن ونادي سانت باولي ونادي فرايبورغ ويونيون برلين وفيردر بريمن 2 ‏ وVfB Oldenburg ‏.

## وصلات خارجية
- فلورين برونس على موقع قاعدة بيانات كرة القدم.إي يو (الإنجليزية)
- فلورين برونس على موقع بيانات كرة القدم. دي إي (الألمانية)
- فلورين برونس على موقع عالم كرة القدم.نت (الإنجليزية)